# Джон Баррассо
Джон Баррассо (англ. John Barrasso; нар. 21 липня 1952) — американський політик, член Республіканської партії. Сенатор США від штату Вайомінг.
У 1974 закінчив Джорджтаунський університет та в 1978 Медичний університет Джорджтауна.
22 червня 2007 року посів місце Крейга Томаса в Сенаті США у зв'язку зі смертю останнього.

## Нагороди
- Орден «За заслуги» III ступеня (23 серпня 2021) — за вагомий особистий внесок у розвиток міждержавного співробітництва, зміцнення міжнародного авторитету України, популяризацію її історико-культурної спадщини[2]